# Simulador de romance

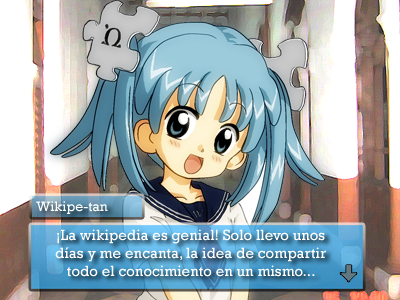
Fanart da personagem Wikipe-tan em um simulador de romance. A legenda em espanhol lê "A Wikipédia é incrível! Estou lá há poucos dias e adoro a ideia de compartilhar todo o conhecimento no mesmo [lugar]".

Um Simulador de romance, também chamado de Dating sim (Ing.: Simulador de encontros) é um gênero de videojogos, geralmente japoneses, com elementos românticos. Contrariando a falsa fama popular destes jogos no ocidente, são poucos os títulos relacionados com séries de mangá ou anime, visto que existem algumas exceções como os títulos inspirados e Tokimeki Memorial, Angelique e Sotsugyou M.
Alguns simuladores de romance tem sido importados para países da América, especialmente nos Estados Unidos por companhias como JAST USA e G-Collections.

## Definições
Um simulador de romance é um jogo de simulação onde o jogador adota um papel (algumas vezes de si mesmo através de um protagonista silencioso), criando um personagem fictício e interagindo com mulheres do jogo.
Nos jogos mais simples, o objetivo é sair com uma mulher (ou mais de uma) e alcançar um nível alto de relação com ela em um tempo limitado, o que as vezes exige o aperfeiçoamento de estatísticas virtuais como força física, charme ou inteligência. Jogos mais complexos tendem a possuir um enredo mais elaborado e se focam mais nas escolhas realizadas pelo jogador durante o desenrolar da história.
Tecnicamente, o termo "simulador de romance" se refere a um amplo grupo de jogos como Tokimeki Memorial e True Love que oferecem encontros virtuais e as características dos jogos de simulação. Na prática o termo "simulador de romance" vem sendo aplicado a qualquer tipo de jogo romântico de anime, incluindo aqueles que podem ser categorizados como jogos hentai ou jogos bishojo por alguns fãs.

## Exemplos
- Série Dōkyūsei (1992)
- Série Tokimeki Memorial (1994)
- True Love (1995)
- Magical Date (1996)
- Sakura Wars (1996)
- Thousand Arms (1998)
- Love Plus (2009)
- Amor Doce (2011)
- Boyfriend Maker (2012)
- Eldarya (2015)
- O Segredo de Henri
- Helltaker (2020)